# Caccothryptus ripicola
Caccothryptus ripicola är en skalbaggsart som beskrevs av Champion 1923. Caccothryptus ripicola ingår i släktet Caccothryptus och familjen lerstrandbaggar. Inga underarter finns listade i Catalogue of Life.